# Mihai Dinvale
Mihai Dinvale (n. 26 decembrie 1950, Târgu Mureș, România) este un actor de film și teatru român. A fost director al Teatrului Mic din București.

## Biografie
A absolvit Liceul de Muzică din Timișoara și Institutul de Artă Teatrală și Cinematografică „I.L. Caragiale”, unde a avut ca profesori pe Moni Ghelerter, Zoe Anghel Stanca, Gheorghe Angheluță. A lucrat ca actor la Teatrul Mic din București, unde este numit director din septembrie 2014 până în noiembrie 2015.
A apărut în numeroase filme și seriale de televiziune ca de exemplu Legături bolnăvicioase (2006), Iubire ca în filme (2006), Cu un pas înainte (2007), Cealaltă Irina (2009) sau Sunt o babă comunistă (2013). În teatru, a interpretat, printre altele, în Profesiunea doamnei Warren de George Bernard Shaw, Băieții de aur (The Sunshine Boys) de Neil Simon, Dacă n-ai mai fi de Florian Zeller sau în Furtuna de Shakespeare.

## Filmografie
- Femeia fericită (1974)
- Domnișoara Nastasia (1976) - Luca
- Speranța nu moare în zori (1976)
- Egmont (1977)
- Serenadă pentru două vârste (1978)
- Mai presus de orice (1978)
- Ștefan Luchian (1981)
- Întoarcerea din iad (1983)
- Flăcări pe comori (1988)
- Liliacul înflorește a doua oară (1988) - Dinu
- Drumeț în calea lupilor (1990) - Traian Boeriu
- Neînțelegerea (1991)
- Miss Litoral (1991) - dr. A. Culea
- Cum vă place? (1992)
- Ce zi frumoasă! (1992)
- Dark Angel: The Ascent (1994) - Police Chief
- Trancers 4: Jack of Swords (1994) - Crossbow Noble
- Trancers 5: Sudden Deth (1994) - Defiant Noble
- Cu poporul, pentru popor (1995) - Proiecționistul
- The Vampire Journals (1997) - Dimitri
- Subspecies 4: Bloodstorm (1998) - Dr. Niculescu
- Shapeshifter (1999) - Maximov
- Fii cu ochii pe fericire (1999)
- Le Dernier Plan (2000) - Constantin Dolinescu
- Tânărul Sherlock Holmes (2002) - directorul teatrului
- Mătrăguna (2002)
- Examen (2003) - Mirea
- Trăgător de elita (2005) - Ilya Chikal
- Păcatele Evei (2005)
- E dreptul meu! (2006) - Tatăl lui Carmen
- Iubire ca în filme (2006) - Claudiu Andreescu
- Legături bolnăvicioase (2006) - prof. Mih
- Gardă de corp (2006) - John Franklin, NSA
- Pasiune și destin (2007) - actor (maitre'd)
- Războiul sexelor (2007)
- Cu un pas înainte (2007) - Emil Solcan
- Kung Fu Panda (2008) -Tai Lung (Dublat în română)
- Schimb valutar (2008)
- Cealaltă Irina (2009)
- Sunt o babă comunistă (2013) - Șef secție
- Live (2015) - Radu
- Meda sau Partea nu prea fericită a lucrurilor (2017) - socrul
- Octav (2017) - Avram
- Portrete în pădure (2017) - Georgescu

## Teatru
- Pe gaura cheii de Joe Orton, la Teatrul Mic[5]
- Umbre de Marilia Samper Arhivat în 2 februarie 2021, la Wayback Machine., la Teatrul Odeon[6]
- Dacă n-ai mai fi de Florian Zeller, la Teatrul Foarte Mic[7]
- Furtuna de William Shakespeare[8]
- Volpone de Ben Jonson[9]
- Hotelul dintre lumi de Eric-Emmanuel Schmitt[10]
- The History Boys. Povești cu parfum de liceu de Alan Bennett, la Teatrul Excelsior din București

Alte apariții: 